# دیسی کایتانو
دیسی کایتانو (انگلیسی: Daisy Kaitano؛ زادهٔ ۲۰ سپتامبر ۱۹۹۳) یک فوتبالیست اهل زیمبابوه است. وی بازیکن تیم ملی فوتبال بانوان زیمبابوه است و به نمایندگی از این کشور در رقابت‌های فوتبال بانوان در بازی‌های المپیک تابستانی ۲۰۱۶ حضور داشت.